# La misteriosa dama de negro
La misteriosa dama de negro (también, Mi bella acusada) es una película estadounidense de 1962, dirigida por Richard  Quine y producida por Columbia Pictures.
El guion de Blake Edwards y Larry Gelbart (basado en una historia original de Margery Sharp, titulada The notorious tenant), estuvo nominado en los premios WGA en la categoría de Mejor comedia.

## Argumento
Un diplomático estadounidense residente en Londres está enamorado de su casera, quien resulta sospechosa de asesinato de su esposo.
- Datos: Q1815461